# Comté de Greenwood (Caroline du Sud)
Pour les articles homonymes, voir Greenwood et Comté de Greenwood.
Le comté de Greenwood est l’un des 46 comtés de l’État de Caroline du Sud, aux États-Unis. Il a été fondé en 1897. Son siège est la ville de Greenwood. Selon le recensement de 2010, la population du comté est de 69 661 habitants.

## Géographie
Le comté a une superficie de 1 199 km², dont 1 180 km² de terre ferme. 
Le comté de Greenwood possède son aéroport (Greenwood County Airport, code AITA : GRD).

## Démographie
| 1900   | 1910   | 1920   | 1930   | 1940   | 1950   |
| ------ | ------ | ------ | ------ | ------ | ------ |
| 28 343 | 34 225 | 35 791 | 36 078 | 40 083 | 41 628 |

| 1960   | 1970   | 1980   | 1990   | 2000   | 2010   |
| ------ | ------ | ------ | ------ | ------ | ------ |
| 44 346 | 49 686 | 57 847 | 59 567 | 66 271 | 69 661 |